# エルマン・ガビリア
エルマン・ガビリア・カルバハル（Hermán Gaviria Carvajal, 1969年11月27日 - 2002年10月24日）は、コロンビア・アンティオキア県出身の元サッカー選手。
展開力に優れた大型のボランチ。愛称のカレッパは出身地に由来する。

## 経歴
2001年、湘南ベルマーレに移籍。当初は現役コロンビア代表のエクトル・ウルタードを獲得する予定だったが、ワールドカップ南米予選の開催時期と重なるため、代表に招集されるおそれのないガビリアに変更された。
2002年には古巣のデポルティーボ・カリに復帰するが、同年10月24日の練習中に落雷に遭い、32歳で息を引き取った。これを受けて10月26日に開催されたモンテディオ山形対湘南ベルマーレの試合では湘南の選手達が急遽、左腕に喪章をつけてプレイ。11月9日に開催された湘南ベルマーレ対横浜FC戦の試合前には黙祷が行われた。

## 個人成績

### コロンビアリーグ
- 344試合30得点

### Jリーグ
| 国内大会個人成績 | 国内大会個人成績 | 国内大会個人成績 | 国内大会個人成績 | 国内大会個人成績 | 国内大会個人成績 | 国内大会個人成績 | 国内大会個人成績 | 国内大会個人成績 | 国内大会個人成績 | 国内大会個人成績 | 国内大会個人成績 |
| 年度             | クラブ           | 背番号           | リーグ           | リーグ戦         | リーグ戦         | リーグ杯         | リーグ杯         | オープン杯       | オープン杯       | 期間通算         | 期間通算         |
| 年度             | クラブ           | 背番号           | リーグ           | 出場             | 得点             | 出場             | 得点             | 出場             | 得点             | 出場             | 得点             |
| 日本             | 日本             | 日本             | 日本             | リーグ戦         | リーグ戦         | リーグ杯         | リーグ杯         | 天皇杯           | 天皇杯           | 期間通算         | 期間通算         |
| ---------------- | ---------------- | ---------------- | ---------------- | ---------------- | ---------------- | ---------------- | ---------------- | ---------------- | ---------------- | ---------------- | ---------------- |
| 2001             | 湘南             | 10               | J2               | 23               | 4                | 1                | 0                |                  |                  |                  |                  |
| 通算             | 日本             | 日本             | J2               | 23               | 4                | 1                | 0                |                  |                  |                  |                  |
| 総通算           | 総通算           | 総通算           | 総通算           | 23               | 4                | 1                | 0                |                  |                  |                  |                  |

## 代表歴

### 出場大会
- 1992年 U-23コロンビア代表
  - 1992年 - バルセロナオリンピック
- 1992年 - 1997年 コロンビア代表
  - 1993年 - コパ・アメリカ
  - 1994年 - FIFAワールドカップ (グループリーグ敗退)
  - 1995年 - コパ・アメリカ
  - 1997年 - コパ・アメリカ

### 試合数
- 国際Aマッチ 27試合 3得点（1993年-1999年）[1]

| コロンビア代表 | 国際Aマッチ | 国際Aマッチ |
| 年             | 出場        | 得点        |
| -------------- | ----------- | ----------- |
| 1993           | 6           | 0           |
| 1994           | 3           | 2           |
| 1995           | 10          | 0           |
| 1996           | 0           | 0           |
| 1997           | 7           | 1           |
| 1998           | 0           | 0           |
| 1999           | 1           | 0           |
| 通算           | 27          | 3           |